# 孙友宏
孙友宏（1965年7月—），男，汉族，江苏如皋人，中国钻探工程专家，现任东南大学校长，曾任中国地质大学（北京）党委副书记，校长、教授、博士生导师，中国工程院院士。

## 简历
1987年毕业于长春地质学院探矿工程系钻探工程专业；1990年取得长春地质学院探矿工程系钻探工程专业硕士学位，后留校任教；1995年4月，任长春地质学院勘察工程系副主任；
2001年5月，任吉林大学建设工程学院副院长；2008年12月，升任吉林大学建设工程学院院长；2015年8月，任吉林大学副校长；
2019年3月，任中国地质大学（北京）校长；
2021年11月，当选中国工程院院士；
2025年2月，任东南大学校长。